# La Légende de la momie
Pour plus de détails, voir Fiche technique et Distribution.
La Légende de la momie (Legend of the Mummy) est un film américain réalisé par Jeffrey Obrow (en) en 1998

## Synopsis
Margaret Trelawny, fille d'un égyptologue, se met en tête de résoudre une série de meurtres qui auraient été commis par une momie.

## Fiche technique
- Titre : La Légende de la momie
- Titre original : Legend of the Mummy
- Réalisation : Jeffrey Obrow
- Scénario : Lars Hauglie, Jeffrey Obrow et John Penney, d'après le roman Le Joyau des sept étoiles de Bram Stoker
- Musique : Rick Cox
- Photographie : Antonio Soriano
- Montage : Gary Meyers
- Production : Bill Barnett et Harel Goldstein
- Société de production : Goldbar Entertainment et Unapix Entertainment Productions
- Société de distribution : New City Releasing (États-Unis)
- Pays :  États-Unis
- Langue : anglais
- Genre : Thriller, horreur et fantastique
- Durée : 96 minutes
- Couleur
- Son : Dolby
- Classification : États-Unis : R (violence, érotisme, grossièreté de langage)
- Dates de sortie : 
  -  États-Unis : 30 octobre 1998 (TV)

## Distribution
- Louis Gossett Jr. : Corbeck
- Amy Locane : Margaret Trelawny
- Eric Lutes : Robert Wyatt
- Mark Lindsay Chapman : Daw
- Lloyd Bochner : Abel Trelawny
- Mary Jo Catlett : Mrs. Grant
- Aubrey Morris : docteur Winchester
- Laura Otis : Lily